# Jéricho
Pour les articles homonymes, voir Jéricho (homonymie).
Ne doit pas être confondu avec Ariha.
Pour l’article ayant un titre homophone, voir Géricault.
Jéricho (prononcer [ʒe.ʁi.ko] ; en arabe : أريحا Rīḥa ou Arīḥā ; en hébreu : יריחו Yerīḥo ; en araméen : ܐܝܪܝܚܘ ʾĪrīḥō ; en grec ancien : Ἰεριχώ) est une ville de Cisjordanie située sur la rive ouest du cours inférieur du Jourdain. Elle est considérée comme une des plus anciennes villes du monde : les archéologues y ont mis au jour les restes de plus de vingt établissements humains successifs, dont le plus ancien remonte à 9 000 ans av. J.-C. 
Proche de la mer Morte, Jéricho est aussi la ville la plus basse du monde avec une altitude proche de -240 m. Siège du gouvernorat de Jéricho (Palestine), elle a aujourd'hui une population d'environ 27 000 habitants.
La plus ancienne mention textuelle de Jéricho se trouve dans la Bible, dans le Livre des Nombres, un des cinq livres de la Torah, où elle est décrite comme « la ville des palmiers », dans laquelle d'abondantes sources d'eau tiède et d'eau froide jaillissent, permettant la culture de citrons, d'oranges, de bananes, de plantes oléagineuses, de melons, de figues et de raisins. La culture de la canne à sucre y est pratiquée depuis le Xe siècle de notre ère.

## Etymologie
Selon une étymologie répandue, le nom hébreu biblique de Jéricho – Yerīḥo (יְרִיחוֹ) – dériverait du cananéen reaẖ 'parfumé', tout comme le nom arabe de Arīḥā. Une autre explication donne pour origine un autre mot cananéen : Yareaẖ 'la lune' dérivé de la racine sémitique /wrḥ/ (« lune »), ou Yarikh, déesse de la lune à qui la ville vouait un culte ancien.

## Géographie

### Situation
Distance de Jéricho à : 
- Jérusalem (20 km à l'est) ;
- Ramallah, siège de l'Autorité palestinienne (15 km) ;
- Amman, capitale de la Jordanie (30 km à vol d'oiseau).

### Relief et hydrographie
- la faille de la mer Morte, une des limites de la plaque arabique ;
- le Jourdain ;
- les sources.

### Climat
- Aridité

### Voies de communication
Jéricho est desservie par la route n° 1, qui vient de Jérusalem, et l'autoroute n° 90, qui relie Metoula (Israël) à la frontière libanaise à Eilat (Israël) sur le golfe d'Aqaba, en traversant la Cisjordanie le long du cours du Jourdain et de la mer Morte, puis le Néguev le long de la frontière jordanienne. Ces deux routes contournent Jéricho, respectivement au sud à 5 km et à l'est à 1 km.
Trois routes secondaires partent de la ville : 
- vers le sud la 4570 qui rejoint la route 1 ;
- vers l'est une route qui traverse la route 90 et se dirige vers le poste frontière du pont Allenby, devenant l'autoroute jordanienne 437 ;
- vers le nord-ouest la 4490 puis 449, qui rejoint la route nord-sud 60 (Nazareth-Beer-Sheva par Naplouse, Jérusalem, Hébron).

## Histoire

### Néolithique
L’occupation du site remonterait au Xe millénaire av. J.-C., à une période où le niveau de la mer Morte était vraisemblablement beaucoup plus élevé qu'aujourd'hui. D'une superficie de 2 à 3 ha, Jéricho est parfois considérée comme l'une des plus anciennes cités du monde, bien que le terme de « ville », au sens d’une agglomération importante présentant une diversité économique et sociale, ne puisse être employé réellement qu’à partir du IVe millénaire av. J.-C. pour la Mésopotamie, la Syrie et l’Iran.
Les plus anciennes traces d'habitation ont été retrouvées près de la source de 'ēn es-Sultān. Elles se composent de murs défensifs imposants (3,5 m de large, 5 m de haut, eux-mêmes protégés par un fossé de 2 m de profondeur et 8 m de large), d'un lieu de culte et d'une tour de 8,5 m datée de 9000 av. J.-C et considérée jusqu'en 2007 comme le vestige d'édifice public le plus ancien au monde, avant la découverte des tours de Tell Qaramel,. Le terme de Néolithique précéramique, introduit à l'occasion des découvertes archéologiques faites à Jéricho a été par la suite adopté pour l'ensemble du Néolithique du Proche-Orient.

### Antiquité
Entre 1550-1292 av. J.-C. s'établit la XVIIIe dynastie en Égypte et en Canaan. Le site de Jéricho est détruit à la fin du bronze moyen (vers 1550 av. J.-C.), peut-être à cause d'un tremblement de terre ou à cause des Égyptiens.
La ville, relativement petite et pauvre à l'âge du bronze final (vers 1200 av. J.-C.), n'est plus fortifiée et est abandonnée. Selon Lorenzo Nigro, cette occupation à l'âge du bronze final, plus modeste qu'à l'âge du bronze moyen et avec un mur en briques crues, s'est poursuivie jusqu'au XIIIe siècle av. J.-C.. Elle n'est significativement réoccupée qu'au Xe siècle av. J.-C..
Selon certains auteurs[Lesquels ?], l'inoccupation du site au XIIIe siècle av. J.-C. invaliderait la datation traditionnelle à l'époque ramesside du récit biblique de Josué et de la conquête de Canaan par les Hébreux,.
La ville est probablement le centre administratif d'un district rattaché à Yehoud, nom araméen d'une province de l'empire perse achéménide formée à partir de l'ancien royaume de Juda fondé par les exilés judéens revenant de Babylonie. Elle est l'endroit où Bacchidès aurait construit une de ses forteresses en raison de la révolte des Maccabées entre -175 et -140 (1 Macc 9:50). Bacchidès (en grec : Βακχίδης) était un général grec ami du roi séleucide de Syrie Démétrios Ier Sôter (-162/-150). Il régnait dans « le pays au-delà de la rivière » (l'Euphrate). Démétrios I lui aurait envoyé en -161 une grande armée afin de conquérir la Judée. À la suite de la victoire des Maccabées, la ville fut administrée par les Hasmonéens jusqu’à ce que les Romains proclament Hérode Ier le Grand comme roi de Judée en -40 à la suite de la victoire de l'armée romaine sur les Parthes.

### Moyen Âge
Jéricho fut rattachée à la province de Palestine (Jund Filastin), et c'est son nom araméen אריחא ('ᵊrīḥā), qui a été transposé en arabe.
Pendant le Moyen Âge, sous les califats omeyyades et abbassides, les habitants de Jéricho étaient en grande partie des paysans arabes qui travaillaient dans l'agriculture. La ville était entourée de terres agricoles où des cultures comme les dattes et le blé étaient cultivées. Les bédouins, souvent nomades, vivaient également dans la région, jouant un rôle dans le commerce et l'élevage. 
Jéricho faisait partie de la province du Jund Filastin. Malgré sa petite taille, la ville a conservé une certaine importance religieuse en raison de sa proximité avec des sites sacrés comme Jérusalem.
Plus tard, avec l'arrivée des Croisés au onzième siècle, Jéricho est brièvement passée sous contrôle chrétien, mais elle n'a jamais été un centre important pour les Croisés, qui ont concentré leurs efforts sur Jérusalem et d'autres villes plus stratégiques. Après la reconquête musulmane par Saladin à la fin du douzième siècle, Jéricho a continué d'être une petite ville agricole jusqu'à l'arrivée des Ottomans au seizième siècle.
En résumé, Jéricho au Moyen Âge était une ville de moindre importance, la population était principalement arabe et musulmane, avec une faible diversité ethnique vivant principalement de l'agriculture et marquée par une population réduite et un développement limité.

### Période ottomane
La période ottomane s'étend de 1517 à 1918.
L’administration ottomane a intégré Jéricho dans la grande région administrative de la Palestine, qui faisait partie de la province de Damas. Bien que la ville n’ait pas été un centre urbain majeur, elle était stratégiquement située le long des routes commerciales reliant Jérusalem à la vallée du Jourdain.
Sous le régime ottoman, la population de Jéricho était principalement composée de paysans et de bédouins. La ville a également attiré quelques familles nobles qui ont acquis des terres dans la région. La période ottomane a vu l’arrivée de caravanes de pèlerins musulmans en route vers La Mecque, car Jéricho était l’une des étapes sur leur chemin.
Malgré son importance religieuse et historique, la ville de Jéricho est restée en grande partie sous-développée pendant la période ottomane, en partie à cause de la négligence administrative et des difficultés économiques qui affectaient toute la région.
Cette situation a commencé à changer à la fin du dix-neuvième siècle avec l’intérêt croissant des Européens pour la Terre Sainte et les investissements dans l’infrastructure par les autorités ottomanes.

### Époque contemporaine
Jéricho passe sous mandat britannique après la Première Guerre mondiale et les accords Sykes-Picot.
Elle passe sous contrôle jordanien après la guerre israélo-arabe de 1948-1949. Elle est officiellement annexée avec le reste de la Transjordanie par le royaume de Jordanie.
Jéricho passe sous contrôle israélien après la guerre des Six Jours de 1967, ainsi que le reste de la Cisjordanie.
Jéricho est la première ville des futurs territoires palestiniens autonomes, passés sous l'administration de l'Autorité palestinienne le 13 mai 1994 après la signature des premiers accords d'Oslo, puis des accords israélo-palestiniens sur Jéricho et Gaza en 1994. Les drapeaux palestiniens et les portraits de Yasser Arafat qui étaient interdits envahissent la ville.
Après une période de réoccupation israélienne pendant la seconde intifada, Jéricho a été rendue à l'Autorité palestinienne le 16 mars 2005.
L'armée israélienne continue cependant d'y mener des raids meurtriers. La région fait face à la pression continue de la colonisation israélienne. En 2023, les habitants de la plupart des communautés du territoire situé entre Jéricho et Ramallah, d'une superficie de 150 000 dounams [15 000 hectares], ont été contraints de fuir lorsque les colons, notamment les Jeunes des collines, ont commencé à construire rapidement des avant-postes pastoraux et à commettre des violences contre les résidents avec le soutien de Tsahal et des institutions de l'État israélien.

## Récit biblique

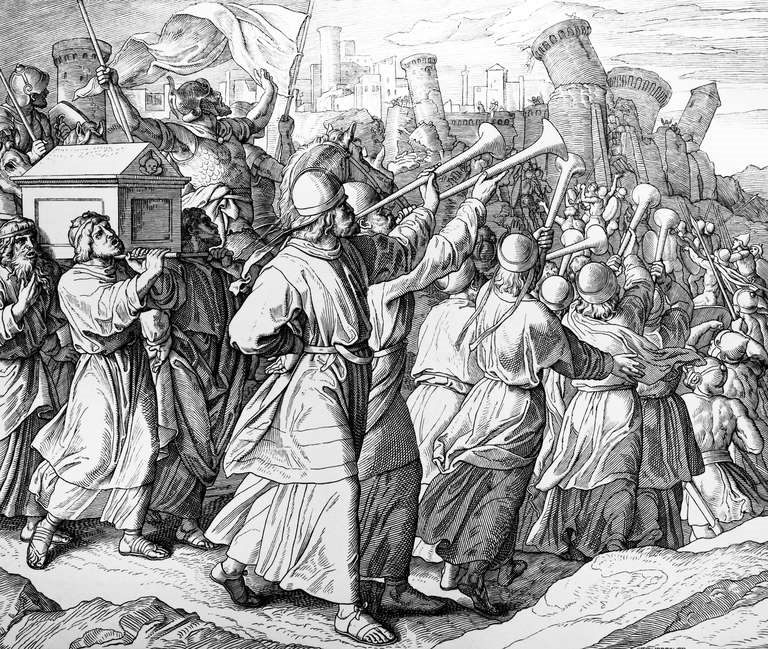
Les Israélites devant les murailles de Jéricho par Julius Schnorr von Carolsfeld.

Jéricho est, selon le livre de Josué, la première ville du pays de Canaan conquise par Josué et les Hébreux. Le livre de Josué relate la prise de Jéricho et comment, le septième jour après l'arrivée des Hébreux, les murailles de Jéricho s'effondrèrent par la volonté de Dieu après le défilé, sept fois autour de la cité pendant sept jours, de l'Arche d'alliance et de sept prêtres sonnant sept chofars (trompettes). Jéricho est rasée intégralement. Sauf Rahab et sa maison, tous les habitants, femmes, vieillards et enfants, et tous les animaux sans exception sont mis à mort. La ville et son butin furent alors maudits. Josué déclare : « Maudit soit devant l'Éternel l'homme qui se lèvera pour rebâtir cette ville de Jéricho ! Il en jettera les fondements au prix de son premier-né, et il en posera les portes au prix de son plus jeune fils. »
Jéricho est citée sous le règne du roi David. Dans le Premier livre des Rois, des siècles plus tard au temps du roi Achab, Hiel de Béthel rebâtit Jéricho : « Il en jeta les fondements au prix d'Abiram, son premier-né, et il en posa les portes au prix de Segub, son plus jeune fils, selon la parole que l'Éternel avait dite par Josué, fils de Nun. […] ».
Dans le Nouveau Testament, Jésus-Christ guérit deux aveugles aux portes de Jéricho (Matthieu, 20). Une fois dans la ville, il y fait une surprenante rencontre avec Zachée (Luc 19).
C'est sur la route de Jérusalem à Jéricho que Luc situe la « Parabole du bon Samaritain » (Luc 10,25-37).

## Sites archéologiques

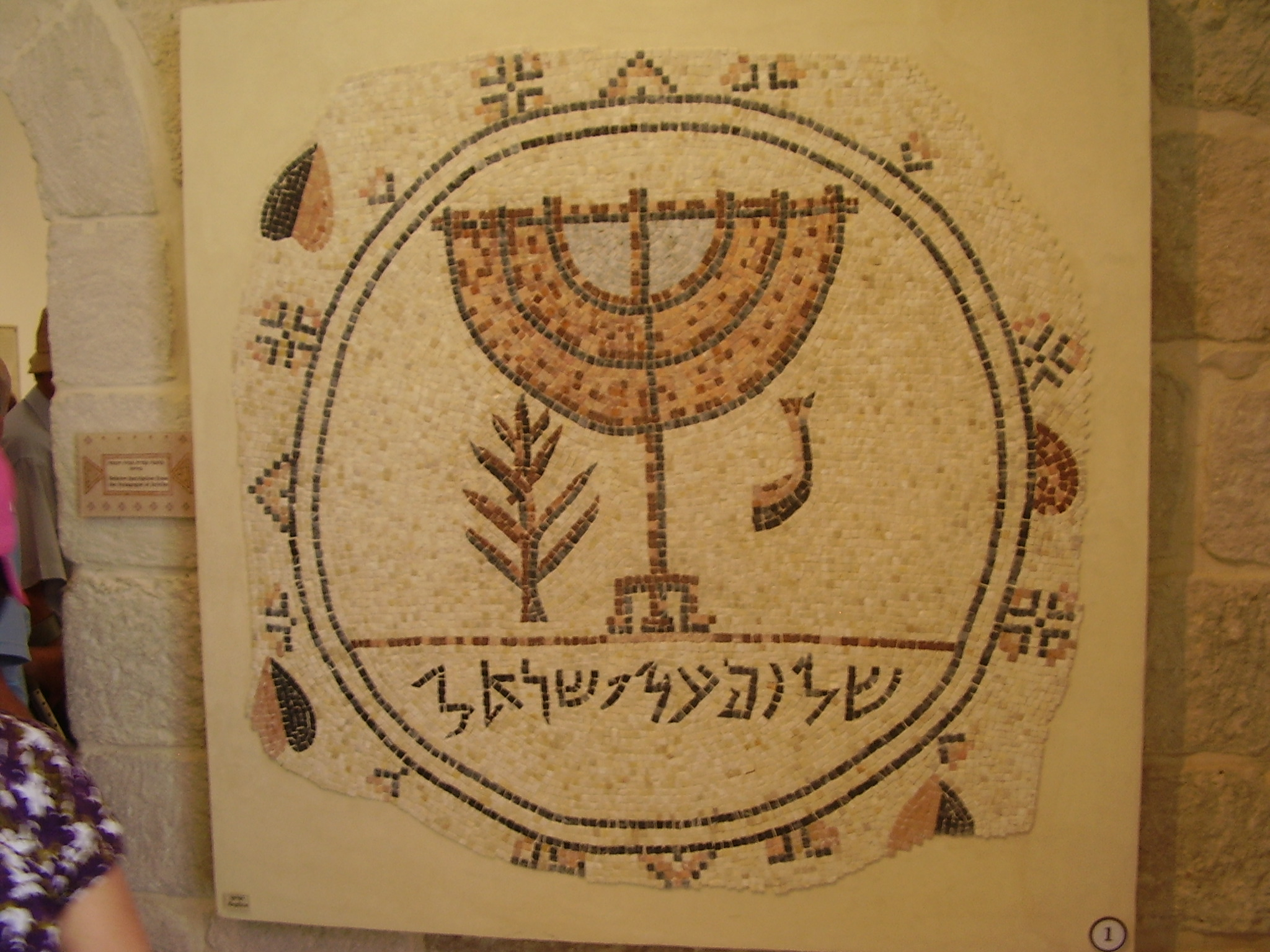
Mosaïque de la Synagogue « Shalom Al Yisrael »

- La Tour de Jéricho sur le site de Tell es-Sultan
- Palais royaux d'hiver hasmonéens
- Le palais d'Hisham :
- La synagogue « Shalom Al Yisrael », des Ve – VIe siècles, avec un sol en mosaïque représentant une menorah, un Shophar et une branche de palmier (loulav) ainsi qu'une inscription en hébreu ancien : « שלום על ישראל » (paix sur Israël) dans un cercle d'environ un mètre de diamètre. L'ensemble de la mosaïque couvre une surface de 10 mètres sur 13. Elle a été redécouverte en 1936 lors des fouilles de D.C. Baramki de la Direction des Antiquités à l'époque du Mandat Britannique.
- La synagogue de Wadi Qelt

## La ville moderne

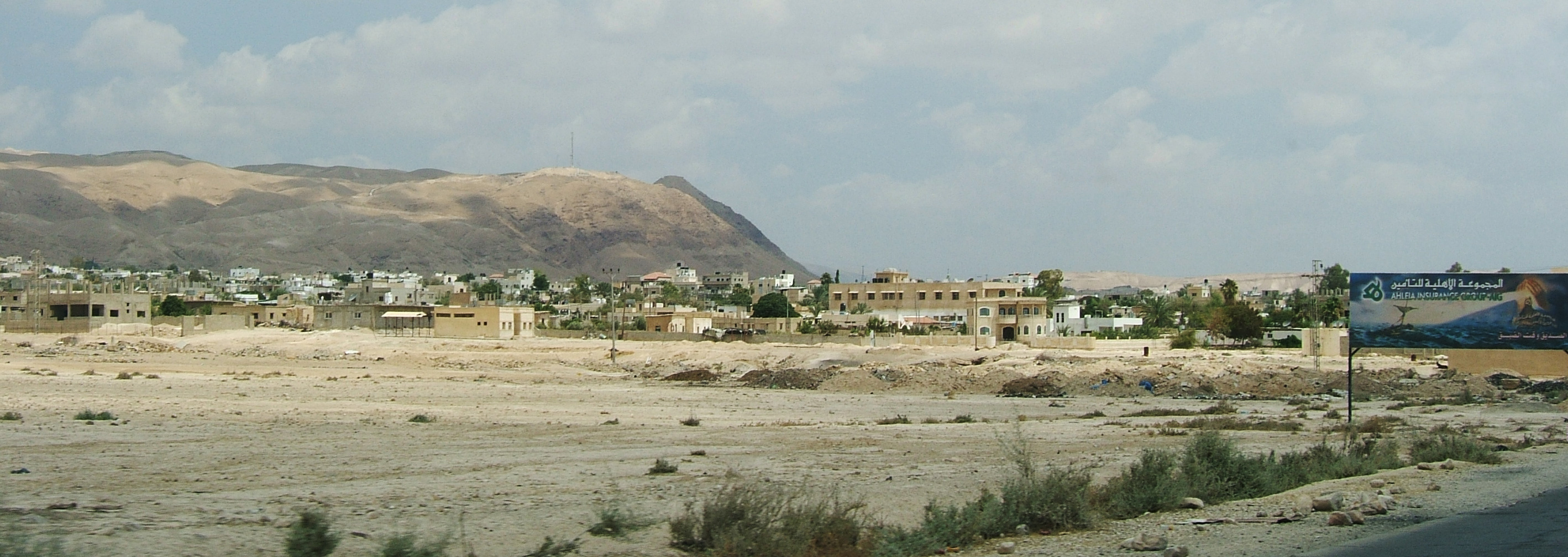
La ville de Jéricho vue depuis le sud

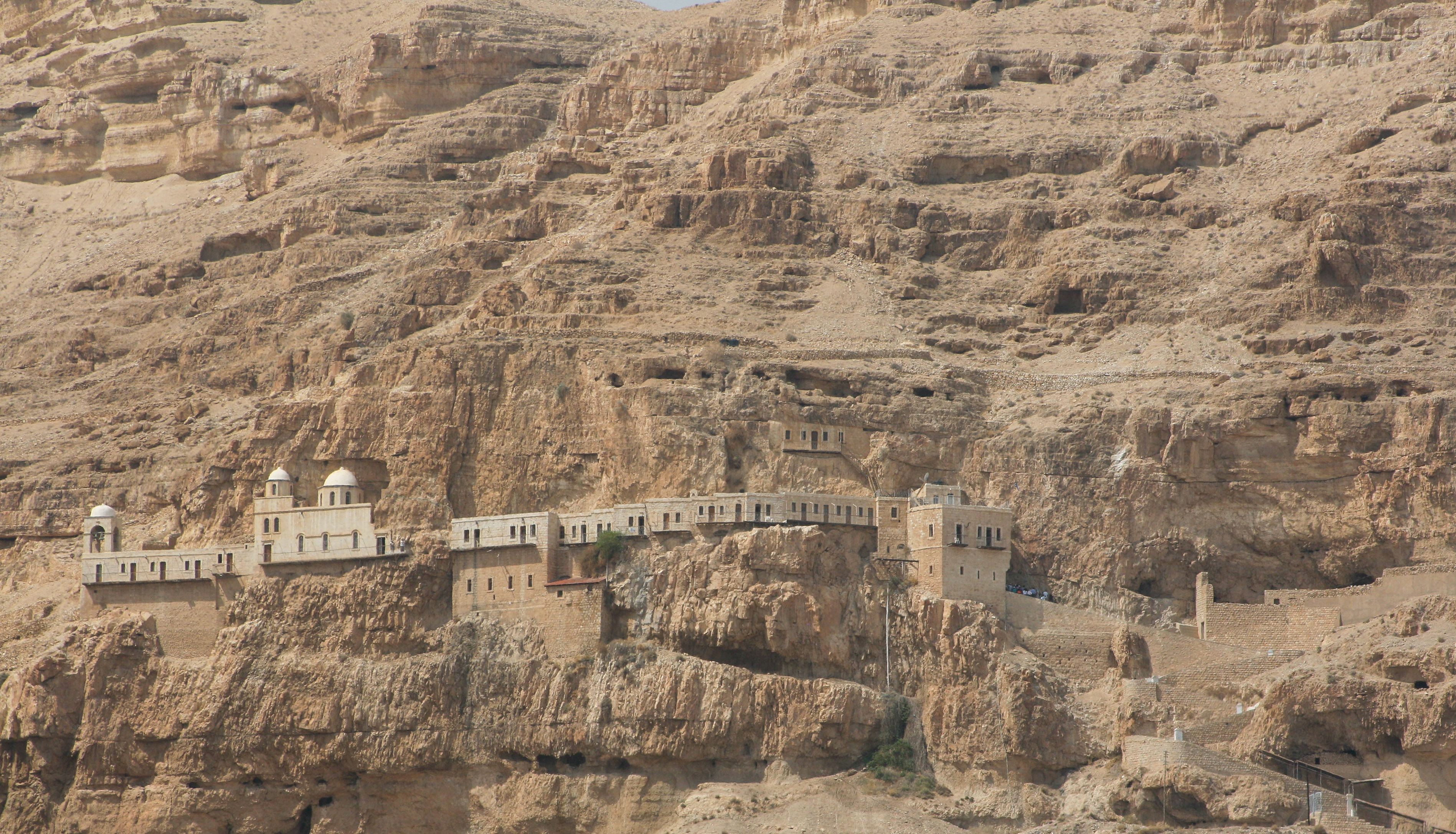
Monastère de la Tentation

### Jumelages
La ville de Jéricho est jumelée avec :
- Iaşi (Roumanie) depuis le 16 juillet 2003
- Santa Bárbara (Brésil) depuis le 15 janvier 1998
- Campinas (Brésil) depuis le 28 novembre 2001
- Lardal (Norvège) depuis le 20 juillet 1998
- Ilio (Grèce) depuis le 8 septembre 1999
- Pise (Italie) depuis le 28 septembre 2000
- San Giovanni Valdarno (Italie) depuis le 18 octobre 2003
- Alexandrie (Italie) depuis le 15 juin 2004

La ville de Jéricho entretient des relations de coopération avec :
- Hiroshima (Japon) depuis le 10 octobre 1994
- Aix-la-Chapelle (Allemagne) depuis le 11 juillet 1995
- Durban (Afrique du Sud) depuis le 14 juillet 1998
- Houston (États-Unis) depuis le 19 août 1998
- Baden (Autriche) depuis le 13 octobre 1998
- Sheffield (Royaume-Uni) depuis le 4 septembre 2000
- Lyon (France) depuis le 21 juin 2013

## Jéricho dans la culture
- L'épisode légendaire de la chute des murailles de Jéricho a inspiré entre autres Victor Hugo dans Les Châtiments (le poème Sonnez, sonnez toujours, clairons de la pensée (1853) se conclut par : À la septième fois, les murailles tombèrent[24]). Il fait également une référence à ce récit biblique  à la fin du poème Suite (Les Contemplations) : « Il sort d’une trompette, il tremble sur un mur. Et Balthazar chancelle, et Jéricho s'écroule ».
- Joshua Fit the Battle of Jericho est le titre d'un negro spiritual du XIXe siècle interprété par de nombreux artistes, comme Elvis Presley, Mahalia Jackson ou le Golden Gate Quartet.
- Dans le jeu vidéo de Quantic Dream : Detroit: Become Human.
- Jericho, chanson de Richard Anthony de 1960, sans connotations politique, c’est un hymne à la paix, l’amour et la beauté de la ville[réf. nécessaire].
- Dans la chanson "Je vais t'aimer" de Michel Sardou, apparaissent les mots « à faire trembler les murs de Jéricho ».
- Dans l'album End of an Empire du groupe de rock alternatif Celldweller, la chanson Jericho fait référence à la chute des murs de la ville.
- Dans le film Iron Man, Tony Stark tente de promouvoir une nouvelle gamme de missiles appelé Jericho
- Le catcheur canadien Chris Jericho utilise le nom de Walls of Jericho pour sa prise signature.
- L'idylle entre Claudette Colbert et Clark Gable dans New York-Miami y fait référence.
- Le groupe musical Normandie fait référence à Jéricho dans la chanson du même nom sortie en août 2020. On peut y entendre « The wall’s coming down [...] And when I see the walls come crashing down I’ll be satisfied, like Jericho » [Les murs tombent [...] et quand je les verrai s’écraser, je serai satisfait, comme pour Jéricho]
- Dans la chanson "History of Man", Maisie Peters mentionne Jéricho : « Yeah, I'm sure there was heartbreak, inside the walls of Jericho » [oui, je suis sûre qu'il y avait des cœurs brisés, à l'intérieur des murs de Jéricho]
- Walls of Jericho est un groupe de punk hardcore et de metalcore américain.